# Capula, Querétaro Arteaga
Capula är en ort i Mexiko.   Den ligger i kommunen Huimilpan och delstaten Querétaro Arteaga, i den centrala delen av landet, 160 km nordväst om huvudstaden Mexico City. Capula ligger 2 353 meter över havet och antalet invånare är 315.
Terrängen runt Capula är kuperad, och sluttar norrut. Runt Capula är det ganska tätbefolkat, med 179 invånare per kvadratkilometer. Närmaste större samhälle är Huimilpan, 2,4 km nordost om Capula. Trakten runt Capula består till största delen av jordbruksmark.